# Prosternon sericeum
Prosternon sericeum là một loài bọ cánh cứng trong họ Elateridae. Loài này được Gebler miêu tả khoa học năm 1824.